# AVC '69
AVC '69 is een amateurvolleybalvereniging uit Akkrum in de Nederlandse provincie Friesland. De vereniging is in 1969 opgericht en telde in 2017 rond de 220 leden. De thuiswedstrijden worden gespeeld in sporthal "Utingeradeelhal". AVC '69 komt uit in de derde divisie van de Nederlandse Volleybal Bond.